# Ecbolium barlerioides
Ecbolium barlerioides är en akantusväxtart som först beskrevs av Spencer Le Marchant Moore, och fick sitt nu gällande namn av Gustav Lindau. Ecbolium barlerioides ingår i släktet Ecbolium och familjen akantusväxter. Inga underarter finns listade i Catalogue of Life.